# Накаїдзе Нодарі Мікаїлович
Нодарі Мікаїлович Накаїдзе (20 вересня 1958, село Мацквалта, тепер Шуахевський муніципалітет, Аджарія, Грузія) — радянський діяч, вчитель, секретар парткому колгоспу села Мацквалта Шуахевського району Аджарської АРСР. Член ЦК КПРС у 1990—1991 роках.

## Життєпис
У 1980 році закінчив Батумський державний педагогічний інститут Аджарської АРСР.
У 1980—1982 роках — вчитель восьмирічної школи села Карапеті Шуахевського району Аджарської АРСР.
У 1982—1988 роках — вчитель середньої школи села Оладаурі Шуахевського району Аджарської АРСР.
Член КПРС з 1986 року.
У 1988—1991 роках — секретар партійного комітету (парткому) колгоспу села Мацквалта Шуахевського району Аджарської АРСР.
Подальша доля невідома.